# 女王の正義
『女王の正義』は、HBOで放送されたファンタジー・ドラマ・シリーズである『ゲーム・オブ・スローンズ』のシーズン7(第7章、副題『氷と炎の歌』)の第3話である。ショーランナーのデイヴィッド・ベニオフとD・B・ワイス
によって脚本が書かれ、マーク・マイロッドが監督した。
ジョンはドラゴンストーンでデナーリスに拝謁するが、ホワイト・ウォーカーの話を信じてもらえない。ユーロンがエラリア、ヤーラらを捕虜としてキングズランディングのサーセイに引き渡す。グレイ・ワーム率いる〈穢れなき軍団〉は易々とキャスタリーロック城を落とすが、ラニスター家の本隊はジェイミーに率いられてタイレル家の本拠ハイガーデン城を落とし、オレナを殺す。ジョラーは治癒する。

## あらすじ

### ドラゴンストーンにて
ジョン・スノウ(キット・ハリントン)とダヴォス・シーワース(リアム・カニンガム)はドラゴンストーンに着き、初めてドラゴンの姿を見て驚く。デナーリス(エミリア・クラーク)との最初の面会はうまく運ばない。デナーリスはジョンを”北の王”と認めず、臣従してサーセイとの戦いに加わることを求める。ジョンはホワイト・ウォーカーと”死の軍団”の切迫した脅威をデナーリスに信じてもらえない。ヴァリス(コンリース・ヒル)がヤーラの艦隊の壊滅をデナーリスに知らせる。
メリサンドル(カリス・ファン・ハウテン)はジョンとダヴォスに会うことを拒み、再び戻ると言い残してヴォランティスに発つ。
ティリオン(ピーター・ディンクレイジ)がとりなし、デナーリスはドラゴングラスの採掘をジョンに認める。ティリオンはキャスタリーロック城に弱点があることを明らかにする。

### 狭い海の海上にて
シオン・グレイジョイ(アルフィー・アレン)は味方の船に引き上げられ、姉ヤーラを見捨てて逃げたことでさげすまれる。

### キングズランディングにて
ユーロン・グレイジョイ(ピルウ・アスベック)はエラリア・サンド(インディラ・ヴァルマ)、タイエニー(ロザベル・ラウレンティ・セラーズ)、ヤーラ・グレイジョイ(ジェンマ・ウィーラン)を捕虜としてキングズランディングに連行する。サーセイ (レナ・ヘディ)はユーロンを海相、ジェイミー(ニコライ・コスター＝ワルドー)を陸相とする。
サーセイはエラリアとタイエニーを同じ部屋に入れて鎖でつなぎ、愛する娘ミアセラを殺した同じ毒をタイエニーに与える。エラリアには猿轡をはめて食事を与えさせ、娘が死に遺体が腐る様子を見ざるをえないようはからう。その夜、サーセイはジェイミーと愛し合う。
ブレーヴォスの〈鉄の銀行〉からティコ・ネストリス(マーク・ゲイティス)がサーセイを訪れ、債務の返済を求める。サーセイはデナーリスの奴隷解放により、〈鉄の銀行〉が投資してきた奴隷貿易が不調であることを指摘し、二日以内の債務返済を約束して〈鉄の銀行〉を味方につける。

### キャスタリーロックにて
ティリオンに教えられた下水を通ってグレイ・ワーム(ジェイコブ・アンダーソン)率いる〈穢れなき軍団〉は易々とキャスタリーロックを落城させるが、守備兵の数が足りないことに気づく。ユーロンの艦隊が〈穢れなき軍団〉の乗ってきた艦隊を壊滅させ、備蓄食料もない城に軍団は置き去りにされる。

### ハイガーデンにて
ジェイミー(ニコライ・コスター＝ワルドー)とランディル・ターリー(ジェームズ・フォークナー)、ディコン・ターリー(トム・ホッパー)、ブロン(ジェローム・フリン)率いるラニスター家本隊の軍とターリー家の軍がタイレル家の本拠ハイガーデン城を落とし、ジェイミーはオレナ(ダイアナ・リグ)に毒による自死を許す。死ぬ間際、オレナは自分がジョフリーを毒殺させたことを告白する。

### ウィンターフェルにて
サンサ (ソフィー・ターナー)はウィンターフェルを指揮して戦いと冬に備える。ピーター・ベイリッシュ(エイダン・ギレン)はホワイト・ウォーカーを倒した後の人間同士の戦いに備えるべきだと助言する。ブラン(アイザック・ヘンプステッド＝ライト)とミーラ・リード( エリー・ケンドリック)がウィンターフェルに着く。ブランは嫡出子としてスターク家を継ぐことは拒否し、自分は〈三つ目の鴉〉だとサンサに言う。

### オールドタウンにて
アーチメイスター・エブローズ(ジム・ブロードベント)は ジョラー(イアン・グレン)の〈灰鱗病〉の進行が止まったことを認める。ジョラーはデナーリスのもとに旅立つ。エブローズはサム(ジョン・ブラッドリー)の治療効果を認めるが、命令に背いた罰として古文書の書写を命じる。

## 製作

### 脚本
原作者との話し合いにより、未刊の原作に基づいて脚本が書かれた。

### キャスティング
オレナ・タイレル役のダイアナ・リグ、エラリア・サンド役のインディラ・ヴァルマ、タイエニー・サンド役のロザベル・ラウレンティ・セラーズにとっては最後の出演となった。

## 評判

### 視聴者数
本エピソードはアメリカ合衆国の初回放送で925万人に視聴された。

## 参照
1. ↑  Porter, Rick (2017年8月1日). “Sunday cable ratings: 'Rick & Morty' returns strong, more highs for 'Insecure' and 'Ballers'”. TV by the Numbers. 2017年8月1日閲覧。